# Hein Mader
Heinrich Josef (Hein) Mader (Willendorf in der Wachau, 9 maart 1925 – Tjeintgum, 31 oktober 2011) was een Nederlands beeldend kunstenaar van Oostenrijkse komaf. In 1960 vestigde hij zich in Amsterdam en werkte vanaf 1989 in Tjeintgum (buurtschap van Mantgum). Een deel van zijn werken stond tot zijn dood in een beeldentuin in Tjeintgum en in de Hortus te Haren. Kunstwerken van hem staan verder in binnen- en buitenland.

## Leven en Werk
Tijdens zijn leven hield Mader veel van zijn gemaakte werk in eigen bezit en stelde die tentoon in de tuin rondom zijn eigen woning en atelier in Tjeintgum. Deze tuin was in de zomermaanden opengesteld voor belangstellenden.
Mader werkte met diverse materialen zoals staal, hout, marmer, hardsteen en kalksteen.
In totaal creëerde hij meer dan driehonderd beelden. Deze beelden zijn grotendeels ondergebracht in Stichting Beheer Collectie Hein Mader, die wordt geleid door zijn kinderen Sonja en Johan.

## Tentoonstelling
- Kunstroute Ooststellingwerf (sinds 2016)

## Erkenning
- Oostenrijkse Erekruis voor Wetenschap en Kunst (2005)[2]